# David B. McCall

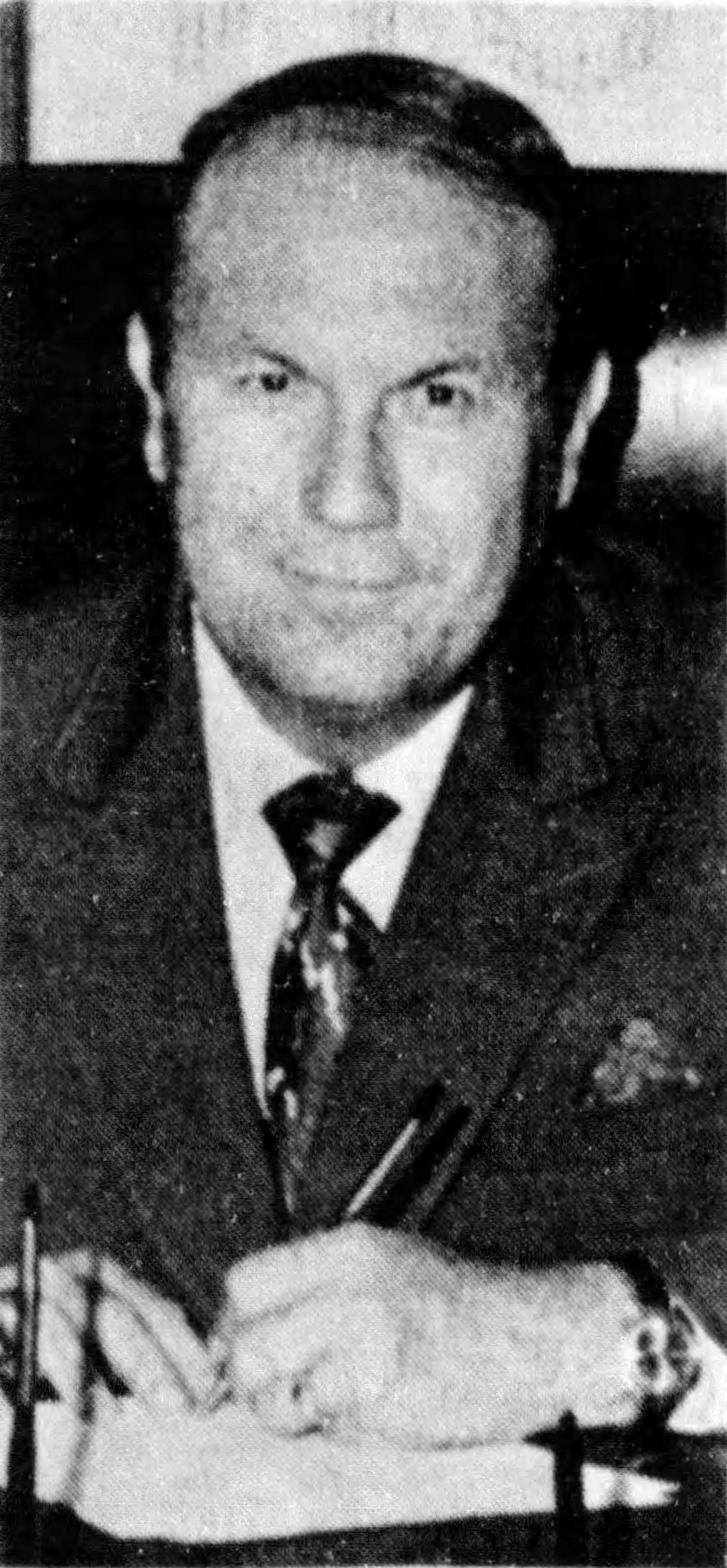
McCall năm 1972

David B. McCall, Jr. (31 tháng 3 năm 1924 – 17 tháng 2 năm 2004) là một chủ ngân hàng và chính trị gia người Mỹ, ông là thị trưởng Plano, Texas từ năm 1956 đến năm 1960. Trong sự nghiệp kinh doanh, McCall đã thành lập và giữ chức vụ CEO của Hiệp hội Tiết kiệm và Khoản vay Plano trong hơn 25 năm trước khi sụp đổ vào năm 1989. Năm 1997, McCall bị kết án gian lận vì đã tạo 25 triệu đô la trong hồ sơ cho vay gian lận và bị tuyên phạt 5 năm tù. Vài ngày trước khi qua đời vào năm 2004, McCall được Tổng thống George W. Bush xá tội.

## Đầu đời
McCall sinh năm 1924 tại cộng đồng chưa hợp nhất Snow Hill, ngay phía bắc Farmersville, thuộc Quận Collin, Texas. Ông nhận bằng từ Đại học Công nghệ Louisiana và Đại học Nam Giám lý. Sau đại học, McCall gia nhập Thủy quân lục chiến Hoa Kỳ. Khi kết thúc thời gian phục vụ trong Thủy quân lục chiến, McCall và vợ Nellie chuyển đến Plano vào năm 1946, khi dân số của thành phố khoảng 1.500 người. Ông là hiệu trưởng trường tiểu học và huấn luyện viên bóng rổ từ năm 1952 đến năm 1955.

## Sự nghiệp kinh doanh

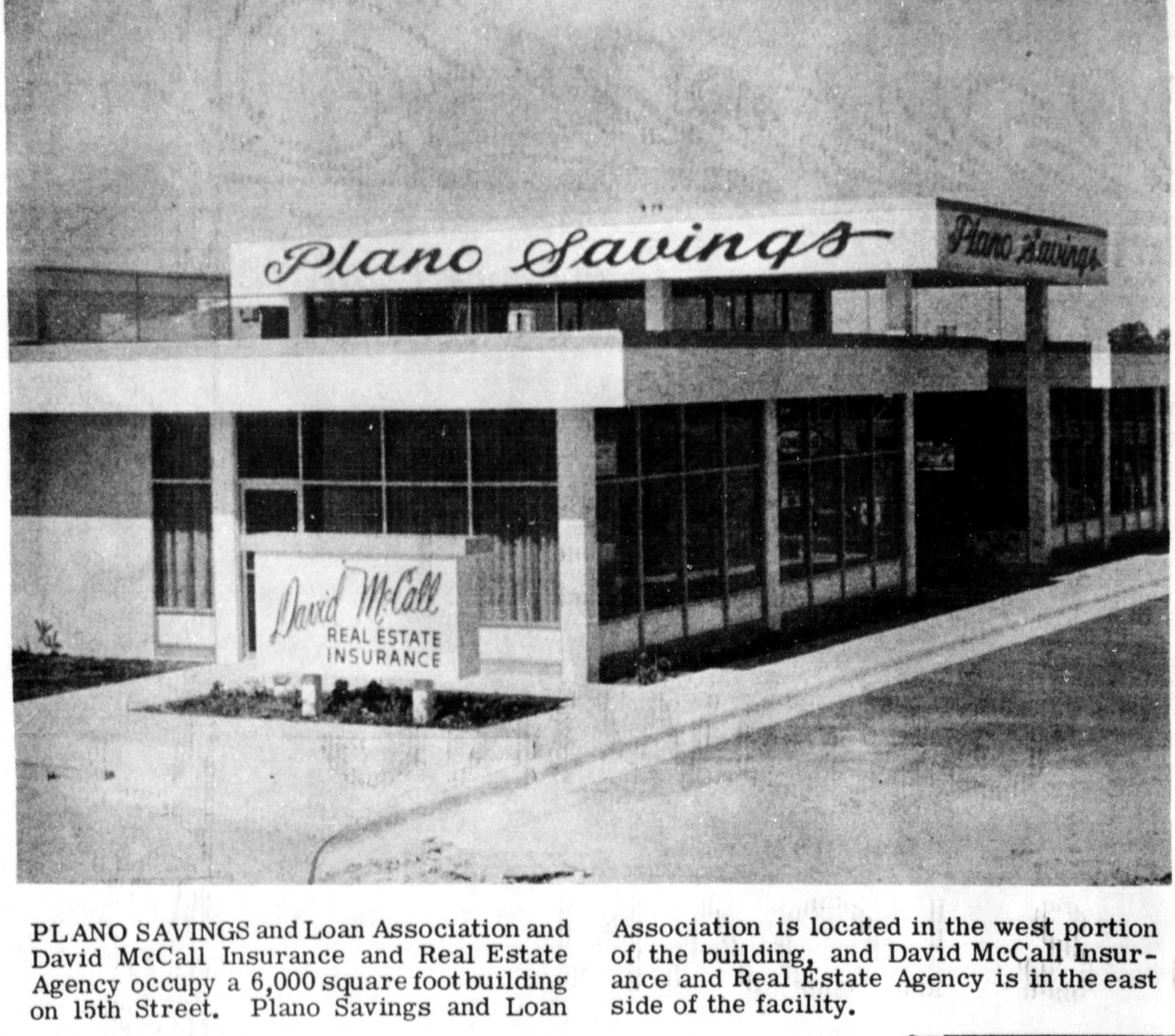
Hiệp hội Tiết kiệm và Khoản vay Plano và Cơ quan Bất động sản và Bảo hiểm David McCall, năm 1972

Năm 1955, McCall mua một công ty bảo hiểm ở Plano. Sau đó, ông thành lập Hiệp hội Tiết kiệm và Khoản vay Plano vào năm 1963 và giữ chức chủ tịch kiêm CEO trong 26 năm cho đến khi ngân hàng giải thể vào năm 1989 trong cuộc khủng hoảng tín dụng. Ông cũng tham gia vào một nhóm đã mua quyền kiểm soát cổ phần trong Ngân hàng Quốc gia Thứ nhất của Plano, ông giữ chức chủ tịch hội đồng quản trị trong 13 năm.

## Sự nghiệp chính trị
McCall là thị trưởng của Plano từ năm 1956 đến năm 1960. Ông giành chiến thắng trong cuộc bầu cử đầu tiên vào năm 1956 với 276 phiếu, trong khi đối thủ ông giành 60 phiếu. Trong nhiệm kỳ của McCall, dân số thành phố tăng gấp đôi và thành phố đã lắp đặt chiếc điện thoại thứ 1000.

## Cáo buộc hình sự
Vào tháng 8 năm 1995, McCall và bốn bị cáo khác, bao gồm Jack Harvard (thị trưởng Plano từ năm 1982 đến năm 1990) bị truy tố với cáo buộc dàn dựng một âm mưu chuyển các khoản vay từ ngân hàng này sang ngân hàng khác. Công tố viên buộc tội các bị cáo muốn che giấu những khó khăn của ngân hàng với thanh tra ngân hàng. Vào ngày 10 tháng 10 năm 1996, McCall nhận tội và bị kết án 5 năm tù giam, 90 ngày quản thúc tại gia và 5 năm tạm tha có giám sát. Ông còn buộc phải trả 100.000 đô la tiền bồi thường. McCall ngồi tù 6 tháng trước khi được trả tự do. Harvard nhận tội và bị kết án 2 năm tù giam.

### Tổng thống xá tội
Bốn ngày trước khi McCall qua đời, ông được Tổng thống George W. Bush xá tội. Thượng nghị sĩ Hoa Kỳ Kay Bailey Hutchinson và nghị sĩ Ralph Hall đã bảo lãnh tính cách đạo đức của ông trong đơn xin xá tội của McCall. Đây là lần thứ tám Tổng thống Bush sử dụng quyền hạn xá tội. Mối quan hệ gia đình McCall với các quan chức chính quyền Bush, bao gồm Tổng chưởng lý Alberto Gonzalez, đã dẫn đến nghi ngờ về sự thiên vị. Quá trình xá tội kết thúc chỉ trong hai đến ba ngày. Luật sư Hoa Kỳ cho Khu Đông Texas Matthew Orwig ban đầu phản đối việc xá tội vì không tuân thủ theo thủ tục.

## Gia đình
McCall và vợ có hai con trai, cả hai đều tham gia chính trị ở Texas. Brian McCall đại diện cho khu vực Plano tại Hạ viện Texas từ năm 1990 đến năm 2010 trước khi từ chức để trở thành hiệu trưởng của Hệ thống Đại học Texas. David McCall III là chủ tịch đầu tiên của Dallas Area Rapid Transit (DART), cơ quan giao thông công cộng phục vụ vùng đô thị phức hợp Dallas–Fort Worth. Vào tháng 2 năm 2004, Plano khánh thành một quảng trường ở trung tâm thành phố để vinh danh McCall năm ngày trước khi ông được Tổng thống Bush xá tội. Ông có biệt hiệu là "Mr. Plano."